# Дробноход Микола Іванович
Микола Іванович Дробноход (14 квітня 1940, Бурівка — 7 жовтня 2013, Київ) — український науковець у галузі природничих і гуманітарних наук, педагог. Доктор геолого-мінералогічних наук, професор. Академік-засновник АН ВШ України (1992). Заслужений діяч науки і техніки України (2008).

## Біографія
Народився в с. Бурівка Городнянського району Чернігівської обл. Закінчив геологічний факультет КДУ ім. Т. Шевченка у 1962 році.
У 1962—1965 рр. працював в Українському геологорозвідувальному інституті, з 1965 р. — у КНУ ім.Т.Шевченка (з 1993 р. — за сумісництвом).
У 1974—1979 рр. — викладач Кабульського політехнічного інституту (Афганістан). 
У 1993—1999 рр. — ректор Державної академії керівних кадрів освіти. 
Заступник директора НДІ українознавства МОН України (з 2006 р.).
Кандидат (1968), доктор наук (1988); професор (1990).
Помер 7 жовтня 2013 року у м. Києві. Похований на Берковецькому кладовищі разом з дружиною.

## Наукова діяльність
Мав понад 250 наукових праць, з них — 10 монографій, 4 підручники, 8 навчально-методичних посібників. Підготував 10 докторів і кандидатів наук.
У галузі природничої науки зробив вагомий внесок у розв'язання проблеми прогностичного моделювання складних природно-техногенних систем України та розробку наукових основ екологічно чистого водопостачання і раціонального водокористування.
В галузі гуманітарної науки мав широковизнані наукові праці з питань стійкого (сталого) екологічно безпечного розвитку, неперервної екологічної освіти, реформування національної науки і освіти. Зробив вагомий внесок у становлення в Україні системи навчання керівних кадрів освіти, зокрема державних службовців.
Член спеціалізованої вченої ради із захисту докторських дисертацій. З 2000 р. — член Національної комісії з питань сталого розвитку при Кабінеті Міністрів України. З 1997 р. — засновник і головний редактор науково-практичного журналу «Освіта і управління». У 2006—2010 рр. — радник міністра освіти і науки України.
Член міжнародної Координаційної ради з питань українознавства. Член Піклувальної ради Стипендіальної програми «Завтра.UA» Благодійного фонду Віктора Пінчука. З 2002 р. — член Президії Української Всесвітньої Координаційної Ради. З 2008 р. — член Науково-експертної колегії з проблем соціально-економічного розвитку при Кабінеті Міністрів України. У 2008-10 рр. — член колегії МОН України.

## Звання і нагороди
1992—1999 - Перший віце-президент АН ВШ України
1993 - нагороджений нагрудним знаком МОН України Відмінник освіти України
1997 - нагороджений Декретом уряду Франції нагороджений орденом «Академічних пальм»
1997 - лауреат нагороди Ярослава Мудрого АН ВШ України 
1999 - Президент АН ВШ України
2007 - нагороджений знаком МОН України «Петро Могила»
2007 - лауреат нагороди Святого Володимира АН ВШ України 
2004 - лауреат Державної премії України у галузі науки і техніки
2008 -  нагороджений державною нагородою України Заслужений діяч науки і техніки України.